# The Horny Horns
The Horny Horns o Fred Wesley and The Horny Horns es un grupo musical parte del conjunto Parliament-Funkadelic. Fue formado tras el ingreso de Fred Wesley junto con el conjunto de vientos de Parliament en 1975: Él mismo, Maceo Parker, Rick Gardener, "Kush" Griffith y con colaboración de Michael y Randy Brecker. Desde ese año comenzaron a presentarse como "The Horny Horns" y no solamente como otros músicos más del conjunto.

## Nombre
El nombre "The Horny Horns" puede traducirse al castellano/español como "Los Vientos Ventosos", en el sentido de "horny" como adjetivo relativo a "horns" (instrumentos de viento en este caso) o como "Los Vientos Cachondos/Sexis" si se considera la usual acepción sexual de este adjetivo, probablemente buscada si se tiene en cuenta la tendencia a las referencias sexuales en el género P-Funk.

## Trabajos en P-Funk
Estuvieron 6 años en actividad como "Horny Horns" hasta 1981, aunque se podría considerar que fueron 10 ya que la actividad siguió sin el nombre 5 o 4 años más. Colaboraron con muchos grupos, los cuales necesitaban instrumentos de viento, y que tuvieran un ritmo más cercano al jazz. En su carrera realizaron varias contribuciones, se destacan Dr. Funkenstein, The Big Bang Theory, Tear the Roof Off the Sucker (Give Up the Funk) sus mejores colaboraciones, y Four Play, Peace Fuegue, We Came to Funk Ya y A Blow for Me, A Toot to You sus trabajos principales bajo su nombre.
The Horny Horns estuvo con  Bootsy's Rubber Band y Parliament principalmente aunque llegaron a hacer trabajos incluso con Funkadelic, banda con la cual no colaboraban por sus tendencias a un funk rock sin uso de vientos. Editaron dos álbumes: En 1977 "A Blow for Me, A Toot to You", su trabajo más conocido, y en 1979 "Say Blow by Blow Backwards". Luego del abandono de la estructura Parliament-Funkadelic en 1981, no utilizaron más el nombre Horny Horns, aunque siguieron colaborando en diferentes trabajos con George Clinton; Fred Wesley y Maceo Parker dejaron de grabar con él en 1988. Sin embargo, siguieron en actividad en los conciertos.

## The Final Blow
En 1992 dentro del marco de The J.B.'s los miembros decidieron realizar un posible último álbum, con la ayuda de Parliament Funkadelic y los miembros originales como en sus anteriores álbumes. El resultado fue "The Final Blow" un recopilatorio de canciones que por alguna razón no estuvieron en los anteriores álbumes en P-Funk y nuevas composiciones innovadoras. Fue publicado finalmente en 1994 en Sequel Records.
Desde 1994 The Horny Horns sigue haciendo dentro de los J.B.'s o bajo su nombre, siendo uno de los pocos grupos de Parliament Funkadelic activo, y fuera de la producción de George Clinton.

## Discografía
1977: "A Blow for Me, A Toot to You"
 1979: "Say Blow by Blow Backwards"
 1994: "The Final Blow"

### Colaboraciones
1975: Parliament, "Mothership Connection"
 1976: Parliament, "The Clones of Dr. Funkenstein"
 1976: Boosty's Rubber Band, "Stretchin' Out in Bootsy's Rubber Band"
 1977: Bootsy's Rubber Band, "Ahh...The Name Is Bootsy Baby!"
 1977: Parliament, Funkadelic, "Live: P-Funk Earth Tour"
 1977: Parliament, "Funkentelechy Vs. The Placebo Syndrome"
 1978: Bootsy's Rubber Band, "Bootsy? Player Of The Year"
 1978: Parlet, "Pleasure Principle"
 1978: The Brides of Funkenstein, "Funk or Walk"
 1978: Bernie Worrell, "All the Woo in the World"
 1978: Parliament, "Motor-Booty Affair"
 1979: Parlet, "Invasion of the Booty Snatchers"
 1979: Boosty's Rubber Band, "This Boot Is Made for Fonk-N"
 1979: The Brides of Funkenstein, "Never Buy Texas form a Cowboy"
 1979: Parliament, "Gloryhallastoopid (Or Pin the Tale on the Funky)"
 1980: Parlet, "Play Me or Trade Me"
 1980: The Brides of Funkenstein, "Shadows on the Wall, Shaped like the Hat you Wore"
 1980: Sweat Band, "Sweat Band"
 1980: Boosty Collins, "Ultra Wave"
 1980: Parliament, "Trombipulation"
 1981: Godmoma, "Godmoma Here"
 1981: Funkadelic, "The Electric Spanking of War Babies"
 1982: Bootsy Collins, "The One Giveth, The Count Taketh Away"
 1982: George Clinton, "Computer Games"
 1983: P-Funk All Stars, "Urban Dancefloor Guerrillas"
 1983: George Clinton, "You Shouldn't-Nut Bit Fish"
 1985: George Clinton, "Some of My Best Jokes Are Friends"
 1986: George Clinton, "R&B Skeletons in the Closet"
 1988: Bootsy Collins, "What's Bootsy Doin"
 1990: P-Funk All Stars, "Live at the Beverly Theater"
 1992: P-Funk All Stars, "Plush Funk"
 1995: P-Funk All Stars, "The Best"
 1998: Fatboy Slim, "On the Floor at the Boutique"
- Datos: Q1452556